# The Residence Ichibancho

The Residence Ichibancho (仙台トラストシティ　ザ・レジデンス一番町)' est un gratte-ciel construit à Sendai en 2010 dans le nord du Japon. Il mesure 105 mètres de hauteur sur 29 étages et abrite des logements.
L'immeuble a été conçu par les sociétés Toda Kenkyu et Matsuda Hirada Design